# Barnabé de Terni
 (juin 2025).
Barnabé de Terni, né en 1398 à Terni et mort le 17 février 1477, à Assise en Italie, est un prêtre religieux italien de l’Ordre des Frères mineurs (Franciscains). Connu pour être l’initiateur des Mont-de-piété qui permettaient aux pauvres d’emprunter sur gage de l’argent sans se ruiner, il est reconnu comme bienheureux par l’Église catholique et commémoré le 17 février.

## Biographie
Barnabé Manassei appartenait à la riche et ancienne famille féodale des Manassei de Terni (partisans du parti guelfe) et était docteur en médecine et connaissait bien les lettres et la philosophie avant d’entrer dans l’Ordre des Frères Mineurs en Ombrie.
Après des études de théologie et ayant reçu l’ordination sacerdotale le frère Barnabé commença à prêcher avec beaucoup de succès. Cependant une grave maladie le força à abandonner cette activité. Par la suite, il fut souvent employé dans des missions diplomatiques importantes. Il s’est avéré être un promoteur zélé de cette branche de l’ordre connue sous le nom d’Observants'.
Après avoir consulté un confrère religieux Fortunato Coppoli, un éminent juriste, le père Barnabé établit le premier ‘Monte-di-Pietà’, dans la ville de Pérouse en 1462. L’institution, d’inspiration caritive, permettait aux pauvres d’emprunter de l’argent sur dépôt de gage, évitant ainsi le système bancaire de l’époque dont les taux d’intérêt exorbitants conduisaient de nombreuses familles à la ruine et à la misère.  Une opposition violente s’ensuivit, mais Barnabé et Fortunato l’emportèrent sur leurs adversaires dans un débat public. 
Des ‘Mont-de-piété' furent ouverts dans d’autres villes. L’initiative fut accueillie avec enthousiasme par plusieurs grands missionnaires franciscains et, en leur temps, les monts-de-piété sauvèrent de nombreuses familles de la ruine et améliorèrent grandement les conditions sociales de l’Italie.

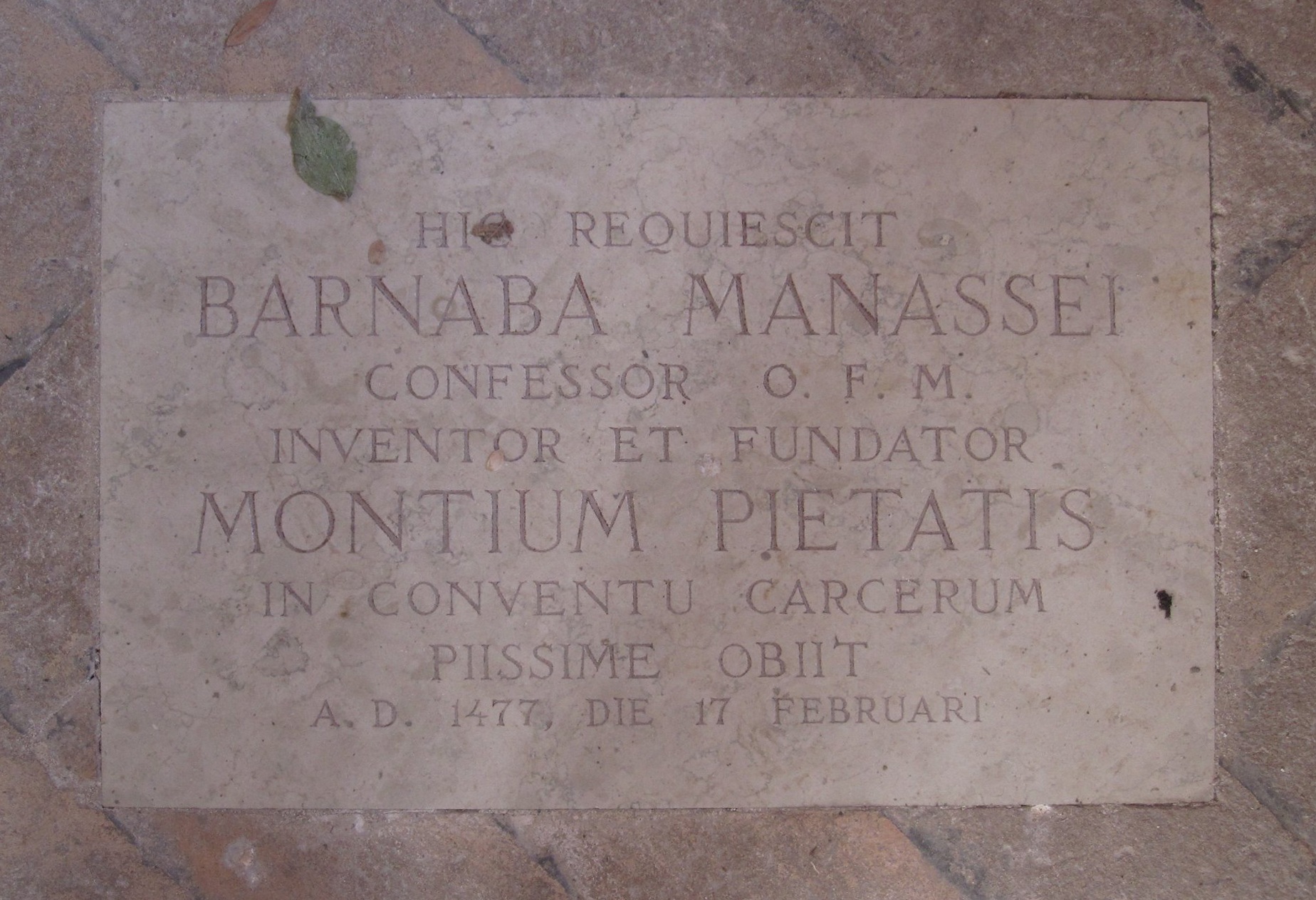
Pierre commémorative se trouvant à l'ermitage franciscain du Mont Subasio (Assise)

Le père Barnabé mourut le 17 février 1477, à l’ ermitage franciscain sur le Mont Subasio, près d’Assise. Il avait 79 ans. Ses restes furent  déposés dans la chapelle de Santa Maria Maddalena. 

## Vénération
Le père Barnabé de Terni est commémoré dans le martyrologe franciscain en date du 17 février.